# Boutonniere (Medizin)
Als Boutonniere (von frz. Boutonnière = Knopfloch) wird in der Medizin eine Harnröhren-Damm-Fistel bezeichnet, also eine chirurgische Verlagerung des Harnröhrenausgangs in den Bereich zwischen After und Hodensack. Diese Methode findet Anwendung, wenn die Harnröhre fehlt und nicht rekonstruiert werden kann, wie beispielsweise nach totaler Penisamputation bei Krebs, und wurde in der Vergangenheit auch bei erworbenen oder angeborenen Harnröhrenengen durchgeführt. Der Name bezieht sich auf das Aussehen der äußeren Öffnung der Fistel, die an ein kleines Knopfloch erinnert.
Ebenfalls als Boutonnière wird eine im 18. Jahrhundert entwickelte Starstich-Technik mit Entfernung des Linsenkerns bezeichnet.